# Captura de Neapolis
La captura de Nàpols (o de Neapolis) es refereix a la presa de la ciutat de Neapolis (l'actual Nàpols) durant el període conegut com la Segona Guerra samnita.

## Antecedents
El 328 aC apareix una facció prosamnita a Nàpols i el 327 aC s'estableix una guarnició de 4.000 samnites i 2.000 d'homes de Nola a Neàpolis, desencadenant la Segona Guerra Samnita.
El cònsol Quint Publili Filó va ocupar una posició entre Paleòpolis i Neapolis i va tallar les comunicacions entre ambdues i amb els samnites.

## La captura
Els romans no van poder capturar la ciutat per setge o assalt, de manera que van haver d'utilitzar l'única altra opció disponible: la traïció. L'opinió de la ciutat variava de la causa samnita a la causa romana, de manera que es va tramar un complot amb Carilau i Nimfi per permetre que les forces romanes comandades per Quint Publili Filó entressin a la ciutat en la nit Quan va arribar la nit, els samnites esperaven uns vaixells a la costa i entretant un exèrcit romà va entrar per una porta, mentre Luci Corneli Lèntul I cobria la possible arribada dels samnites. Un cop dins la batalla va començar i Paleòpolis va caure, el contingent de Nola es va retirar i a continuació va caure Neapolis.

## Conseqüències
La captura de Neapolis va provocar la declaració de Segona Guerra samnita i la l'allunyament dels conflictes de la costa del Tirrè cap a les valls de l'interior i el litoral oriental.